# Gesellschaft der Patrioten
Die Gesellschaft der Patrioten (愛国社, Aikokusha, englisch Society of Patriots) war die erste politische Partei im Japanischen Kaiserreich in der Meiji-Zeit.

## Geschichte
Die Gesellschaft der Patrioten wurde im Februar 1875 von Itagaki Taisuke als Teil einer liberalen politischen Föderation gegründet, um seine Risshi-sha mit der Bewegung für Freiheit und Bürgerrechte (自由民権運動, Jiyū Minken Undō, englisch Freedom and People's Rights Movement) zu verbinden. Noch im selben Jahr wurde die Partei aufgelöst, da Innenminister Ōkubo Toshimichi dem Parteivorsitzenden Itagaki versprach, dass die Regierung eine Verfassung erarbeiten würde.
Als bis September 1878 keine Verfassung erschienen war, belebte Itagaki die Gesellschaft der Patrioten wieder und benannte sie in Bund zur Einrichtung einer Nationalversammlung (国会期成同盟, Kokkai Kisei Dōmei, englisch League for the Establishment of a National Assembly) um. Der Hauptzweck war es, die Regierung zu ersuchen, eine Nationalversammlung einzurichten. Später wurde sie dann in Liberale Partei umbenannt, die Itagaki im Oktober 1881 gründete.
Die Gesellschaft der Patrioten sollte allerdings nicht mit der Patriotischen Partei (愛国公党, Aikoku Kōtō, englisch Public Party of Patriots) oder mit späteren ultranationalistischen Bewegungen mit ähnlichen Namen verwechselt werden.